# Guy Oliver Nickalls
Guy Oliver Nickalls (Wycombe, 4 aprile 1899 – Londra, 26 aprile 1974) è stato un canottiere britannico.
Ha vinto la medaglia d'argento olimpica nel canottaggio ai Giochi di Anversa 1920 e di Amsterdam 1928, nella specialità dell'otto maschile.
Era il figlio di un altro canottiere, Guy Nickalls, vincitore di 1 oro ai Giochi di Londra 1908.